# Odejmowanie
Odejmowanie – działanie odwrotne do dodawania. Odejmowane obiekty to odpowiednio odjemna i odjemnik, wynik zaś nazywany jest różnicą.
Odejmowanie oznaczane jest zwyczajowo znakiem minusa.
Odejmowanie zalicza się do czterech podstawowych działań arytmetycznych.

## Odejmowanie liczb
Najczęściej używane jest odejmowanie liczb, np. {\displaystyle 3-2=1,} co czyta się: „trzy minus dwa równa się jeden” albo „trzy odjąć dwa równa się jeden”.

### Odejmowanie pisemne liczb naturalnych
Poniżej podany jest przykład obliczania różnicy dwóch trzycyfrowych liczb: {\displaystyle 654} i {\displaystyle 273.} Piszemy drugą liczbę pod pierwszą, a cyfry ustawiamy w kolumnach wyrównując je do prawej; pod drugą liczbą rysujemy linię:
{\displaystyle {\begin{array}{r}&6&5&4\\-&2&7&3\\\hline {}\end{array}}}
Cyfrą jedności {\displaystyle 654} jest {\displaystyle 4;} cyfrą jedności {\displaystyle 273} jest {\displaystyle 3.} Obliczamy {\displaystyle 4-3=1,} więc na pozycji jedności pod kreską piszemy {\displaystyle 1{:}}
{\displaystyle {\begin{array}{r}&6&5&4\\-&2&7&3\\\hline &&&1\end{array}}}
Cyfrą dziesiątek {\displaystyle 654} jest {\displaystyle 5;} cyfrą dziesiątek {\displaystyle 273} jest {\displaystyle 7.} Ponieważ {\displaystyle 5<7} i wynik wyszedłby ujemny „pożyczamy” {\displaystyle 1} z następnej pozycji. Oznacza to, że teraz dodajemy {\displaystyle 10,} a przy następnej cyfrze odejmiemy {\displaystyle 1.} Mamy zatem {\displaystyle 15-7=8;} piszemy {\displaystyle 8} pod kreską na kolejnym od prawej miejscu, a {\displaystyle 1} pożyczamy z kolumny setek, co można sobie zanotować na boku:
{\displaystyle {\begin{array}{r}&-1\\&6&5&4\\-&2&7&3\\\hline &&8&1\end{array}}}
Pozostała kolumna setek: odejmujemy {\displaystyle 6-2-1} (ten 1 to „pożyczka”) z trzeciej kolumny, otrzymując {\displaystyle 3,} piszemy {\displaystyle 3} w kolumnie setek pod kreską:
{\displaystyle {\begin{array}{r}&-1\\&6&5&4\\-&2&7&3\\\hline &3&8&1\end{array}}}
otrzymując wynik {\displaystyle 654-273=381.}
W ten sposób odejmuje się zawsze mniejszą liczbę od większej. Jeśli chcemy odjąć większą od mniejszej, zamieniamy je, odejmujemy, a na koniec przed wynikiem stawiamy znak minusa (gdyż wynik będzie wtedy liczbą ujemną). Na przykład chcąc obliczyć {\displaystyle 23-54,} obliczamy {\displaystyle 54-23=31,} a następnie dostawiamy minus otrzymując {\displaystyle 23-54=(-31).}
Ten sam algorytm może służyć do odejmowania liczb w dowolnym systemie pozycyjnym.

### Odejmowanie liczb całkowitych
Możliwe są cztery przypadki, różniące się znakiem odejmowanych liczb:
- Jeśli obydwie są nieujemne, odejmujemy je tak jak liczby naturalne powyżej. Znak różnicy zależy od tego, czy większa jest odjemna, czy odjemnik.
- Jeśli obydwie są ujemne (oznaczmy je {\displaystyle -a} i {\displaystyle -b}), to wynikiem jest różnica ich wartości bezwzględnych {\displaystyle a} i {\displaystyle b} zapisanych w odwrotnej kolejności: {\displaystyle (-a)-(-b)=b-a.} Tu również znak zależy od tego, czy większa jest odjemna, czy odjemnik.
- Jeśli pierwsza liczba jest nieujemna {\displaystyle (a)} a druga ujemna {\displaystyle (-b),} to odejmowanie sprowadza się do dodawania ich wartości bezwzględnych: {\displaystyle a-(-b)=a+b.}
- Jeśli pierwsza liczba jest ujemna {\displaystyle (-a)} a druga nieujemna {\displaystyle (b),} to odejmowanie sprowadza się do dodania ich wartości bezwzględnych i zmiany znaku wyniku: {\displaystyle -a-b=-(a+b).}

Zamiast tych reguł wystarczy pamiętać jedną: odjąć liczbę {\displaystyle b} – to znaczy dodać przeciwną do niej liczbę {\displaystyle -b.}

### Odejmowanie ułamków
Dla liczb wymiernych {\displaystyle {\frac {a}{b}}} i {\displaystyle {\frac {c}{d}}} odejmowanie wymaga najpierw tzw. sprowadzenia do wspólnego mianownika, czyli takiego przekształcenia tych ułamków, aby ich mianowniki były równe.
Wówczas można zastosować wzór:
{\displaystyle {\frac {k}{m}}-{\frac {l}{m}}={\frac {k-l}{m}}.}
Najmniejszym wspólnym mianownikiem, jaki można tu zastosować, jest najmniejsza wspólna wielokrotność mianowników odjemnej i odjemnika.
Przykład:
{\displaystyle {\frac {3}{4}}-{\frac {1}{6}}={\frac {3\times 3}{4\times 3}}-{\frac {1\times 2}{6\times 2}}={\frac {9}{12}}-{\frac {2}{12}}={\frac {9-2}{12}}={\frac {7}{12}}.}
Można też wykorzystać fakt, że sprowadzenie do wspólnego mianownika najłatwiej wykonać mnożąc licznik i mianownik pierwszego ułamka przez mianownik drugiego ułamka, a licznik i mianownik drugiego ułamka przez mianownik pierwszego. Odejmowanie sprowadza się wtedy do wzoru:
{\displaystyle {\frac {a}{b}}-{\frac {c}{d}}={\frac {ad}{bd}}-{\frac {cb}{db}}={\frac {ad-cb}{bd}}.}
Przykład:
{\displaystyle {\frac {3}{4}}-{\frac {1}{6}}={\frac {3\times 6}{4\times 6}}-{\frac {1\times 4}{6\times 4}}={\frac {3\times 6-1\times 4}{4\times 6}}={\frac {14}{24}}={\frac {7}{12}}.}
W przypadku odejmowania pisemnego ułamków dziesiętnych należy przesunąć obydwie liczby tak, aby przecinek dziesiętny był w tym samym miejscu:
{\displaystyle {\begin{array}{r}&1&2,&5&\\-&&5,&8&1\\\hline &&6,&6&9\end{array}}}

### Definicja formalna
Formalnie odejmowanie definiowane jest jako działanie odwrotne do dodawania:
{\displaystyle a-b=c\Leftrightarrow a=b+c.}
Działanie odejmowania można także zdefiniować osobno dla każdego rodzaju liczb:
- odejmowanie dwóch liczb całkowitych {\displaystyle a-b} i {\displaystyle c-d} (gdzie {\displaystyle a,b,c,d\in \mathbb {N} }) określone jest wzorem

{\displaystyle (a-b)-(c-d)=(a+d)-(b+c);}
- odejmowanie dwóch liczb wymiernych określone jest wzorem

{\displaystyle {\frac {a}{b}}-{\frac {c}{d}}={\frac {ad-bc}{bd}}} (w ogólności wzór ten jest definicją odejmowania w dowolnym ciele ułamków);
- odejmowanie dwóch liczb rzeczywistych jest określone następująco: jeżeli {\displaystyle a_{n}} jest ciągiem Cauchy’ego zbieżnym do {\displaystyle A,} a {\displaystyle b_{n}} jest zbieżnym do {\displaystyle B} to ciąg {\displaystyle c_{n}=a_{n}-b_{n}} jest ciągiem liczb wymiernych zbieżnym do {\displaystyle C=A-B;}
- odejmowanie dwóch liczb zespolonych określone jest wzorem

{\displaystyle (a+bi)-(c+di)=(a-c)+(b-d)i;}
- odejmowanie dwóch kwaternionów określone jest wzorem

{\displaystyle (a+bi+cj+dk)-(p+qi+rj+sk)=(a-p)+(b-q)i+(c-r)j+(d-s)k.}

### Własności różnicy wynikające z własności odjemnej i odjemnika
| Odjemna      | Odjemnik     | Różnica      |
| ------------ | ------------ | ------------ |
| parzysta     | parzysty     | parzysta     |
| nieparzysta  | nieparzysty  | parzysta     |
| parzysta     | nieparzysty  | nieparzysta  |
| naturalna    | naturalny    | całkowita    |
| całkowita    | całkowity    | całkowita    |
| całkowita    | niecałkowity | niecałkowita |
| wymierna     | wymierny     | wymierna     |
| wymierna     | niewymierny  | niewymierna  |
| większa      | mniejszy     | dodatnia     |
| mniejsza     | większy      | ujemna       |
| algebraiczna | algebraiczny | algebraiczna |
| algebraiczna | przestępny   | przestępna   |
| rzeczywista  | rzeczywisty  | rzeczywista  |
| zespolona    | zespolony    | zespolona    |

### Kolejność wykonywania działań
Odejmowanie wykonujemy od lewej do prawej:
{\displaystyle a-b-c-d=((a-b)-c)-d.}
Kolejność wykonywania odejmowania ma znaczenie (odejmowanie nie jest łączne):
{\displaystyle (4-3)-2=1-2=-1,}
ale
{\displaystyle 4-(3-2)=4-1=3.}
Odejmowanie nie jest również przemienne, zamiana argumentów zmienia znak różnicy:
{\displaystyle 10-4=6,}
ale
{\displaystyle 4-10=-6.}

## Różnica funkcji
Różnicę funkcji {\displaystyle f,g\colon X\to Y,} gdzie {\displaystyle Y} jest pewnym zbiorem ze dodawaniem jako działaniem wewnętrznym (czyli grupą czy, w szczególności, przestrzenią liniową) definiuje się jako
{\displaystyle (f-g)(x)=f(x)-g(x)} dla wszystkich {\displaystyle x\in X.}
Przykłady użycia:
- Traktując macierze jako funkcje można określić w ten sposób działanie odejmowania macierzy. Aby odjąć dwie macierze wystarczy odjąć ich elementy.
- Traktując ciągi jako funkcje można określić odejmowanie ciągów.
- Traktując wielomiany (właściwie funkcje wielomianowe) jako funkcje rzeczywiste {\displaystyle \mathbb {R} \to \mathbb {R} } otrzymujemy analogiczną definicję odejmowania, używaną w analizie matematycznej.
- Traktując wielomiany jako ciągi współczynników (np. zapisując {\displaystyle 3x^{2}+x+5} jako {\displaystyle (5,1,3,0,0,\dots )}) otrzymuje się definicję różnicy wielomianów używaną w algebrze abstrakcyjnej; aby odjąć dwa wielomiany należy odjąć ich współczynniki. Definicję tę rozszerza się w oczywisty sposób na pierścień szeregów formalnych.

## Odejmowanie modulo
Działanie odejmowania można określić w pierścieniu Zn.
Odejmowanie modulo polega na obliczaniu reszty z dzielenia różnicy liczb przez {\displaystyle n.} Przykład: w algebrze {\displaystyle Z_{5}} zachodzi:
{\displaystyle 0-1\equiv 4\ {\pmod {5}},}
{\displaystyle 4-1\equiv 3\ {\pmod {5}},}
{\displaystyle 4-4\equiv 0\ {\pmod {5}}.}

## Odejmowanie wektorów
Odejmowanie wektorów polega na odejmowaniu ich współrzędnych. Można też sprowadzić odejmowanie wektora do dodawania wektora o przeciwnym zwrocie. Wówczas takie dwa wektory można dodawać algebraicznie lub geometrycznie (używając reguły trójkąta lub reguły równoległoboku)
Gdy {\displaystyle a} jest punktem oraz {\displaystyle b} jest wektorem to różnicę {\displaystyle a-b} należy rozumieć jako translację punktu {\displaystyle a} o wektor {\displaystyle -b.}

## Odejmowanie jako działanie w strukturze algebraicznej
Odejmowanie elementów {\displaystyle a} i {\displaystyle b} jest określane jako działanie odwrotne do dodawania:
{\displaystyle a-b=c\Leftrightarrow a=b+c.}
Nie zawsze istnieje element {\displaystyle c} o takich właściwościach. Na przykład w zbiorze liczb naturalnych, tworzących z dodawaniem tzw. półgrupę, nie da się odjąć większej liczby od mniejszej. W strukturach algebraicznych zwanych grupami jest to już zawsze możliwe (jeśli to grupa addytywna); tam zawsze {\displaystyle a-b=a+(-b),} gdzie {\displaystyle -b} jest elementem przeciwnym do {\displaystyle b.} Czasem w różnych abstrakcyjnych strukturach, dla odróżnienia od zwykłego odejmowania liczb, stosuje się inny podobny znak, np. {\displaystyle \ominus .}
Generalnie w strukturach zwanych pierścieniami odejmowanie nie jest przemienne, łączne, jest jednak rozdzielne względem mnożenia (w przypadku przestrzeni liniowej jest to rozdzielność względem mnożenia wektora przez skalar).
Równości i kongruencje można odejmować stronami:
- jeżeli {\displaystyle a=b} i {\displaystyle c=d} to {\displaystyle a-c=b-d,}
- jeżeli {\displaystyle a\equiv b{\pmod {n}}} i {\displaystyle c\equiv d{\pmod {n}}} to {\displaystyle a-c\equiv b-d{\pmod {n}}.}